# Earl Park
Earl Park est une municipalité américaine située dans le comté de Benton en Indiana.
Lors du recensement de 2010, sa population est de 348 habitants. La municipalité s'étend sur 0,94 mille carré (2,43 km2).
Earl Park est fondée en 1872. Elle est nommée en l'honneur d'Adams Earl, qui développa le bourg sur ses terres avec l'aide de A. D. Raub, son neveu.